# Вальверде (провинция Павия)
Вальверде (итал. Valverde) — коммуна в Италии, располагается в регионе Ломбардия, в провинции Павия.
Население составляет 316 человек (2008 г.), плотность населения составляет 21 чел./км². Занимает площадь 15 км². Почтовый индекс — 27050. Телефонный код — 0383.
Покровителем коммуны почитается святой первомученик Стефан, празднование 26 декабря.

## Демография
Динамика населения:

## Администрация коммуны
- Официальный сайт: https://web.archive.org/web/20091028022011/http://www.comunevalverde.it/portal/